# Alfred Kalähne
Alfred Kalähne (também Kalahne; Berlim, 12 de dezembro de 1874 – Schleswig, 1 de fevereiro de 1946) foi um físico alemão em Danzig.
Alfred Kalähne estudou física em Heidelberg e Berlim, obtendo um doutorado em 1898. Após a Habilitação em 1902 em Heidelberg obteve em 1906 uma cátedra de física na Universidade Técnica de Gdańsk. Em novembro de 1933 assinou a Declaração dos Professores Alemães por Adolf Hitler.

## Obras
- Grundzüge der mathematisch-physikalischen Akustik / Parte 1, 1910
- Grundzüge der mathematisch-physikalischen Akustik / Parte 2, 1913